# Ereunetea reussi
Ereunetea reussi är en fjärilsart som beskrevs av M.Gaede 1914. Ereunetea reussi ingår i släktet Ereunetea och familjen mätare. Inga underarter finns listade i Catalogue of Life.